# Cheirolophus webbianus
Cheirolophus webbianus là một loài thực vật có hoa trong họ Cúc. Loài này được (Sch.Bip.) Holub mô tả khoa học đầu tiên năm 1974.